# Oberlin (Ohio)
Oberlin és una població dels Estats Units a l'estat d'Ohio. Segons el cens del 2000 tenia 8.195 habitants.

## Demografia
Segons el cens del 2000, Oberlin tenia 8.195 habitants, 2.678 habitatges, i 1.395 famílies. La densitat de població era de 722,4 habitants per km².
Dels 2.678 habitatges en un 21,4% hi vivien nens de menys de 18 anys, en un 38,5% hi vivien parelles casades, en un 11,5% dones solteres, i en un 47,9% no eren unitats familiars. En el 35,7% dels habitatges hi vivien persones soles el 16,6% de les quals corresponia a persones de 65 anys o més que vivien soles. El nombre mitjà de persones vivint en cada habitatge era de 2,31 i el nombre mitjà de persones que vivien en cada família era de 2,89.
Per edats la població es repartia de la següent manera: un 14,7% tenia menys de 18 anys, un 36,9% entre 18 i 24, un 16,4% entre 25 i 44, un 17% de 45 a 60 i un 15% 65 anys o més.
L'edat mediana era de 24 anys. Per cada 100 dones de 18 o més anys hi havia 73,2 homes.
La renda mediana per habitatge era de 41.094 $ i la renda mediana per família de 59.358 $. Els homes tenien una renda mediana de 42.170 $ mentre que les dones 27.308 $. La renda per capita de la població era de 20.704 $. Aproximadament el 6,7% de les famílies i el 19,4% de la població estaven per davall del llindar de pobresa.

## Poblacions més properes
El següent diagrama mostra les poblacions més properes.

## Llocs d'interès
- Allen Memorial Art Museum